# マッケンジー・アスティン
マッケンジー・アスティン（Mackenzie Alexander Astin、1973年5月12日 - ）は、アメリカ合衆国の俳優。
ロサンゼルス出身。父・ジョン・アスティン、母・パティ・デューク、兄・ショーン・アスティンは全員俳優という芸能一家に生まれ育つ。8歳から子役として芸能活動を始める。
主にテレビドラマへの出演が多い。

## 主な出演作品

### 映画
- 白銀に燃えて Iron Will (1994)
- ワイアット・アープ Wyatt Earp (1994)
- モノクロームの夜 Dream for an Insomniac (1996)
- 夕べの星 The Evening Star (1996)
- ラブ・アンド・ウォー In Love and War (1996)
- ラスト・デイズ・オブ・ディスコ Last Day of Disco (1998)
- 宇宙で最も複雑怪奇な交尾の儀式 The Mating Habits of the Earthbound Human (1999)
- ラブ・スクール How to Deal (2003)

### テレビドラマ
- アーサー・ヘイリーの ホテル Hotel  (1985)
- ブルックリン・ブリッジ Brooklyn Bridge (1992 - 1993)
- 新アウターリミッツ The Outer Limits (2000)
- WITHOUT A TRACE/FBI 失踪者を追え! Without a Trace (2003)
- LOST Lost (2005)
- Dr.HOUSE House, M.D. (2006)
- PEPPER～恋するアンカーウーマン Pepper Dennis (2006)
- サイク/名探偵はサイキック? Psych (2009)
- ディフェンダーズ 闘う弁護士 The Defenders (2010)
- グレイズ・アナトミー 恋の解剖学 Grey's Anatomy (2011)
- 新・第一容疑者 Prime Suspect (2011)
- NCIS 〜ネイビー犯罪捜査班 NCIS (2012)
- クリミナル・マインド FBI行動分析課 Criminal Minds (2012)
- 新ビバリーヒルズ青春白書 90210 (2012)
- BONES Bones (2013)
- スキャンダル 託された秘密 Scandal (2014 - )
- MAD MEN マッドメン Mad Men (2015)
- HOMELAND Homeland (2018)
- めちゃくちゃ恋するハンターズ Teenage Bounty Hunters (2020)
- ラブ&デス Love & Death (2023)
- THE BLACKLIST/ブラックリスト The Blacklist (2023)